# Dominique Magloire
Pour les articles homonymes, voir Magloire.
Dominique Magloire est une chanteuse et comédienne française d'ascendance antillaise née le 24 avril 1967.[réf. nécessaire]

## Biographie
La chanteuse découvre la musique avec des chorales de gospel. Dominique Magloire étudie le chant lyrique au Conservatoire où elle obtient un premier prix de chant puis un prix de musique de chambre. L’interprète y apprend à maîtriser une voix de soprano lirico-spinto.
Elle se produit avec des comédies musicales avec, entre autres, Paul et Virginie de Jean-Jacques Debout en 1992, Les Années Twist de la compagnie Roger Louret (Molière du meilleur spectacle musical en 1995), elle est Mama dans Autant en emporte le vent en 2003 ainsi que Charmion dans Cléopâtre de Kamel Ouali en 2009,. Le disque Je me souviendrai de Jean Sébastien Lavoie sort en 2004, Dominique Magloire y interprète en duo Ce qui comptera. En 2011, elle monte sur les planches de Hair. Elle monte sur scène pour plusieurs concerts gospel français et européens comme Gospel symphonique, Gospel pour 100 voix et Gospel sur la Colline.
En tant que comédienne, Dominique Magloire participe à des pièces de théâtre comme L’os d’Ahmed Madani en 1994, Il faut tuer Sammy en 1998, Le Songe d'une nuit d'été de William Shakespeare en 2001. Elle est à l'affiche de L'improbable vérité du monde d'Ahmed Madani en 2006. La chanteuse participe à Partage de midi de Paul Claudel en 2009.
Dans le domaine lyrique, elle participe à concerts classiques tels La traviata de Giuseppe Verdi, Le Requiem de Wolfgang Amadeus Mozart, Porgy and Bess de George Gershwin… Dans Dido and Æneas d'Henry Purcell, elle tient le rôle de Didon en mai 2005. La chanteuse participe à La Créole de Tulipatan de Jacques Offenbach au Théâtre 14 en 2007. Elle joue dans l'opéra américain Treemonisha de Scott Joplin en avril 2010 ; elle est lauréate du grand prix d'opérette de la ville de Marseille la même année. La chanteuse intègre en décembre 2011 à Paris à la première masterclass du baryton italien Leo Nucci. La critique salue sa prestation lors d'une séance publique au grand foyer du Théâtre du Châtelet.
Elle se fait connaître du grand public en participant à la première saison de The Voice, la plus belle voix de février à mai 2012. Dominique Magloire est éliminée en demi-finale.
En août 2012, elle est l'une des artistes interprétant le titre caritatif Je reprends ma route pour l'association Les Voix de l’Enfant. En octobre 2012, elle tente l'expérience de l’animation de l'émission musicale flashmob : la surprise de ma vie sur la chaîne AB1. En novembre 2012, elle tient le rôle de Billie Holiday dans Neige Noire, un spectacle opéra jazz biographique,,. Fin 2012, elle participe à l'enregistrement de trois albums : un disque de reprises avec l’orchestre Coll et ses 30 musiciens, un album de jazz avec Michel Pastre. Le disque Una parte di me d'Amaury Vassili sort le 22 octobre 2012, Dominique Magloire y interprète en duo Il Lago Dei Cigni.
Dominique Magloire rejoint l'équipe de la série télévisée d’access prime-time diffusée en 2014 sur NRJ 12 : Dreams : 1 Rêve 2 Vies. Le tournage de ce feuilleton, produit par JLA, a lieu durant l'automne 2012 sur l’île de Saint-Martin, aux Antilles,,,. Elle rejoint le collectif d'artistes Les grandes voix des comédies musicales chantent pour les enfants hospitalisés aux côtés notamment de Renaud Hantson, Mikelangelo Loconte et Lââm pour le single Un faux départ.
Créé par Dominique Magloire et Adrien Frasse-Sombet en 2013, le spectacle Le Violoncelle sur la voix réunit ces deux interprètes. Ils sont en tournée en 2013 et 2014,,. En mai 2014, elle sort un single écrit par Julie Zenatti "Je suis cet autre" pour l'association Valentin Hauy, un collectif de seize personnalités dont Dominique Magloire s'unissent et chantent pour la cause des malvoyants et des aveugles.
Précédée par un album, la comédie musicale Gospel sur la Colline de Benjamin Faleynas se joue en 2015 sur la scène des Folies Bergère. Dominique Magloire fait partie de la distribution avec entre autres Firmine Richard dans une mise en scène de Jean-Luc Moreau,.
Elle participe en 2018 à l'émission Les Reines du shopping animée par Cristina Córdula.
En 2019, elle participe à l’émission Together, tous avec moi animée par Éric Antoine et Garou. Elle est à l'affiche de Ménopause, le spectacle musical écrit et mis en scène par Alex Goude,.
En 2021, elle participe à la saison All Stars de The voice pour les 10 ans de l'émission et retourne avec son coach Florent Pagny.
Elle est de retour en 2024 dans Ménopause.